# Mistrovství světa v alpském lyžování 2023 – sjezd žen
Sjezd žen na Mistrovství světa v alpském lyžování 2023 se konal v sobotu 11. února 2023 jako třetí ženský závod světového šampionátu v Courchevelu a Méribelu. Sjezd na méribelské sjezdovce Roc de Fer odstartoval v 11.00 hodin místního času. Do závodu nastoupilo 29 lyžařek ze 13 států.
Hlavní favoritka a vítězka tréninku, Italka Sofia Goggiová, byla diskvalifikována po nárazu do brány na závěrečném hanku, kdy trajektorii jedné lyže vedla mezi tyčemi brány. Cíl protla se ztrátou čtyřiceti sedmi setin sekundy. Rychlou jízdu zajela Američanka Breezy Johnsonová, jejíž odstup na prvních třech mezičasech činil méně než desetinu sekundy na první Fluryovu. V závěru však spadla.

## Medailistky
Mistryní světa se poprvé stala 29letá Švýcarka Jasmine Fluryová, která ve sjezdu startovala potřetí za sebou. Vylepšila tak nejlepší umístění ze závodů na vrcholných akcích, jímž bylo dvanácté místo z téže disciplíny ve Svatém Mořici 2017. V předchozí kariéře stála dvakrát na stupních vítězů Světového poháru, když v prosinci 2017 vyhrála Super-G ve Svatém Mořici a druhá dojela v kandaharském sjezdu během ledna 2022. V rámci mistrovství světa a olympijských her vybojovala první cenný kov.
S minimální ztrátou čtyř setin sekundy vybojovala stříbro 26letá Rakušanka Nina Ortliebová, dcera olympijského šampiona z Albertville 1992 Patricka Ortlieba. O titul ji připravila chyba v těžké průjezdné bráně. Rovněž jako Fluryová získala vítězka jednoho závodu ve Světovém poháru první medaili z vrcholné světové akce, na které odjela vůbec první závod. Účast na MS 2021 jí znemožnilo zranění kolene.
Bronz si odvezla 29letá Švýcarka Corinne Suterová, která za vítězným časem zaostala o dvanáct setin sekundy. Na pódium se tak prosadila jako jediná z favoritek. Do závodu vstupovala z pozice úřadující olympijské vítězky i mistryně světa. Po zlatu z Cortiny d'Ampezzo 2021 a stříbru z Åre 2019 zkompletovala ve sjezdu medailovou sadu a na světových šampionátech si připsala šestou medaili.

## Výsledky
| P                                        | SČ | lyžařka                | stát                | čas              | ztráta           |
| ---------------------------------------- | -- | ---------------------- | ------------------- | ---------------- | ---------------- |
| Zlatá medaile                            | 2  | Jasmine Fluryová       | Švýcarsko           | 1:28,03          | —                |
| Stříbrná medaile                         | 5  | Nina Ortliebová        | Rakousko            | 1:28,07          | +0,04            |
| Bronzová medaile                         | 8  | Corinne Suterová       | Švýcarsko           | 1:28,15          | +0,12            |
| 4.                                       | 10 | Cornelia Hütterová     | Rakousko            | 1:28,40          | +0,37            |
| 4.                                       | 7  | Mirjam Puchnerová      | Rakousko            | 1:28,40          | +0,37            |
| 6.                                       | 15 | Ilka Štuhecová         | Slovinsko           | 1:28,45          | +0,42            |
| 7.                                       | 1  | Stephanie Venierová    | Rakousko            | 1:28,60          | +0,57            |
| 8.                                       | 9  | Kira Weidleová         | Německo             | 1:28,64          | +0,61            |
| 9.                                       | 14 | Lara Gutová-Behramiová | Švýcarsko           | 1:28,74          | +0,71            |
| 10.                                      | 11 | Ragnhild Mowinckelová  | Norsko              | 1:28,87          | +0,84            |
| 11.                                      | 20 | Priska Nuferová        | Švýcarsko           | 1:28,89          | +0,86            |
| 12.                                      | 4  | Laura Gauchéová        | Francie             | 1:29,06          | +1,03            |
| 13.                                      | 13 | Elena Curtoniová       | Itálie              | 1:29,08          | +1,05            |
| 14.                                      | 19 | Laura Pirovanová       | Itálie              | 1:29,09          | +1,06            |
| 15.                                      | 16 | Kajsa Vickhoff Lieová  | Norsko              | 1:29,10          | +1,07            |
| 16.                                      | 3  | Romane Miradoliová     | Francie             | 1:29,10          | +1,07            |
| 17.                                      | 18 | Joana Hählenová        | Švýcarsko           | 1:29,29          | +1,26            |
| 18.                                      | 17 | Nicol Delagová         | Itálie              | 1:29,44          | +1,41            |
| 19.                                      | 29 | Isabella Wrightová     | USA                 | 1:29,71          | +1,68            |
| 20.                                      | 25 | Elvedina Muzaferijová  | Bosna a Hercegovina | 1:29,94          | +1,91            |
| 21.                                      | 21 | Anouck Errardová       | Francie             | 1:30,14          | +2,11            |
| 22.                                      | 24 | Cande Morenová         | Andorra             | 1:30,15          | +2,12            |
| 23.                                      | 23 | Tricia Manganová       | USA                 | 1:30,24          | +2,21            |
| 24.                                      | 22 | Greta Smallová         | Austrálie           | 1:30,33          | +2,30            |
| 25.                                      | 28 | Ania Monica Caillová   | Rumunsko            | 1:32,25          | +4,22            |
| 26.                                      | 27 | Sabrina Simaderová     | Keňa                | 1:32,36          | +4,33            |
| —                                        | 12 | Breezy Johnsonová      | USA                 | nedojela do cíle | nedojela do cíle |
| —                                        | 26 | Emma Aicherová         | Německo             | nedojela do cíle | nedojela do cíle |
| —                                        | 6  | Sofia Goggiová         | Itálie              | diskvalifikována | diskvalifikována |
| Závod odstartoval v 11.00 hodin (UTC+1). |    |                        |                     |                  |                  |